# Wolfgang Gäfgen
Wolfgang Gäfgen (* 12. September 1936 in Hamburg; † 13. Februar 2024) war ein deutscher Künstler, der in den bildnerischen Ausdrucksmedien von Zeichnung, Holzdruck, Papierschnitt und Fotografie arbeitete. Von 1983 bis 2002 war er Professor an der Staatlichen Akademie der Bildenden Künste Stuttgart.

## Leben
Wolfgang Gäfgen studierte von 1956 bis 1958 zunächst an der Hochschule für bildende Künste Hamburg bei Theo Garve (1902–1987) sowie bei Kurt Kranz. Bis 1961 setzte er das Studium an der Staatlichen Akademie der Bildenden Künste Stuttgart fort, wo Karl Rössing und Walter Brudi seine Lehrer waren, die sich beide insbesondere für zeitgenössische künstlerische Originalgrafik, Typografie und Buchgestaltung einsetzten.
Nach dem Studienabschluss wechselte Gäfgen nach Paris, wo er im Atelier von Johnny Friedlaender Erfahrungen sammeln konnte. Von 1962 bis 1964 war er Stipendiat des Deutschen Akademischen Austauschdienstes (DAAD). Seit seiner Übersiedlung 1961 bis ins Jahr 2012 unterhielt Wolfgang Gäfgen – parallel zu Stuttgart – ein eigenes Atelier in der französischen Hauptstadt. Mit Einzelpräsentationen in französischen und deutschen Galerien wie Museumsinstitutionen seit den 1960er Jahren präsent, war er auch auf zahlreichen Grafikbiennalen vertreten, wo er mit Preisen ausgezeichnet wurde. Im Jahr 1977 nahm er mit einem Block von Zeichnungen an der documenta 6 teil. Zum Wintersemester 1983/84 wurde er auf Vorschlag von K. R. H. Sonderborg unter dem Rektorat von Wolfgang Kermer auf eine neu errichtete Professur für Freie Grafik und Malerei an der Staatlichen Akademie der Bildenden Künste Stuttgart berufen und hatte dieses Amt bis zu seiner Emeritierung im Jahre 2002 inne. Er lebte in Stuttgart, wo sich in Bad Cannstatt sein Atelier befand.
Wolfgang Gäfgens Arbeiten sind in zahlreichen deutschen und internationalen – besonders französischen – Museen sowie in anderen öffentlichen und privaten Sammlungen vertreten.

## Einzelausstellungen
- 1968 Zeichnungen und Radierungen, Overbeck-Gesellschaft, Lübeck
- 1971 Zeichnungen, Kunsthalle Bielefeld
- 1973 23 dessins, 1972–1973, Galerie Karl Flinker, Paris, 19. Oktober bis 24. November 1973[4]
- 1976 Wolfgang Gäfgen, Zeichnungen 1970–1976, Staatliche Graphische Sammlung, München; (anschließend Hamburger Kunsthalle)
- 1979 dessins, aquarelles 1977–1979 Galerie Karl Flinker, Paris
- 1982 Meister der Zeichnung: Denes – Gäfgen – Tübke -U-Fan Kunsthalle Nürnberg; (anschließend Musée cantonal des beaux-arts de Lausanne)
- 1994 Gravures 1971–1987, Städtisches Kunstmuseum Singen
- 2000 Wolfgang Gäfgen, Musée du Château des Ducs de Wurtemberg, Montbéliard; (anschließend Musée Baron Martin, Gray)
- 2003 Holzdrucke, Zeichnungen und Photographien, Galerie der Stadt Backnang
- 2007 Wolfgang Gäfgen – Szenarien, Handlungen, Zeichnung und Fotografie, Kunstverein Reutlingen
- 2010 Gedankensplitter – Wolfgang Gäfgen. Holzdrucke, Städtisches Kunstmuseum Spendhaus Reutlingen

## Arbeiten im öffentlichen Besitz
- Kunstmuseum der Stadt Albstadt (D)
- FRAC Picardie, Amiens (F)
- FRAC Poitou-Charentes, Angoulême (F)
- Artothèque de Caen, Caen (F)
- FRAC Basse-Normandie, Caen (F)
- FRAC Pays de la Loire, Carquefou (F)
- Block Museum of Art, Northwestern University, Evanston, Illinois (USA): Angles, 1981. Mappe mit sechs Radierungen[5]
- Hamburger Kunsthalle (D)
- Kiasma, Museum of Modern Art Helsinki (FIN)
- Städtische Galerie Neunkirchen (D)
- Museum of Modern Art, New York (USA)
- Bibliothèque nationale de France, Paris (F)
- Städtisches Kunstmuseum Spendhaus Reutlingen (D): Siebzig Grafiken[6]
- Staatsgalerie Stuttgart, Graphische Sammlung (D)
- Fondation Maeght, Saint Paul-de-Vence (F)
- NMWA National Museum of Western Art, Tokio (JPN)
- IAC Institut d'art contemporain Villeurbanne / Rhône-Alpes, Villeurbanne (F)

## Auszeichnungen und Preise
- 2021 Erich-Heckel-Preis des Künstlerbundes Baden-Württemberg